# Spring Hill (Alabama)
Spring Hill es un área no incorporada en el condado de Barbour, Alabama, Estados Unidos. Spring Hill se encuentra en el cruce de las rutas 49 y 89 del condado,  17,2 millas (27,7 km) al noroeste de Eufaula.
En la zona se encuentra la Iglesia Metodista de Spring Hill que está incluida en el Registro Nacional de Lugares Históricos.
Spring Hill es el lugar de nacimiento del gobernador de Alabama Braxton Comer.